# Pentagonaal bipiramidale moleculaire geometrie
In de scheikunde verwijst een pentagonaal bipiramidale moleculaire geometrie naar moleculen waarbij een centraal atoom door zeven atomen wordt omringd, die op de hoekpunten van een vijfhoekige bipiramide liggen. Joodheptafluoride heeft deze moleculaire geometrie.
coördinatiegetal 2: 
lineair · gebogen · 
coördinatiegetal 3: 
trigonaal planair · trigonaal piramidaal · T-vormig 

coördinatiegetal 4: 
tetraëdrisch · vierkant planair · seesaw ·
coördinatiegetal 5: 
trigonaal bipiramidaal · vierkant piramidaal · pentagonaal planair 

coördinatiegetal 6: 
octaëdrisch · pentagonaal piramidaal · 
coördinatiegetal 7: 
pentagonaal bipiramidaal